# Calle 19 (Metro de Filadelfia)
Calle 19  es una estación en la Ruta 10, la Ruta 13, la Ruta 34, Ruta 36 y la Ruta 11 de la línea verde del Metro de Filadelfia. La estación se encuentra localizada en Nineteenth Street & Market Street en Filadelfia, Pensilvania. La estación Calle 19 fue inaugurada en 1907. La Autoridad de Transporte del Sureste de Pensilvania (por sus siglas en inglés SEPTA) es la encargada por el mantenimiento y administración de la estación.

## Descripción y servicios
La estación Calle 19 cuenta con 2 laterales y 4 (2 de metro y 2 de tranvía) vías.  

## Conexiones
La estación es abastecida por las siguientes conexiones: 
- Rutas de autobuses SEPTA: Ninguna